# Куля з пласким носиком
Куля з пласким носиком англ. semiwadcutter (SWC) тип куль загального призначення, який широко використовують в револьверах.  В таких кулях поєднані переваги традиційних куль з круглим носиком та куль з пласкою головною частиною, які використовують для цільової стрільби, в револьверних і гвинтівкових набоях для полювання, цільової стрільби та плінкінгу. Кулі з пласкою головною частиною складно використовувати в магазинній зброї, а кулі з пласким носиком не мають такої проблеми, тому їх можна використовувати там де потрібні кулі з пласкою головною частиною.

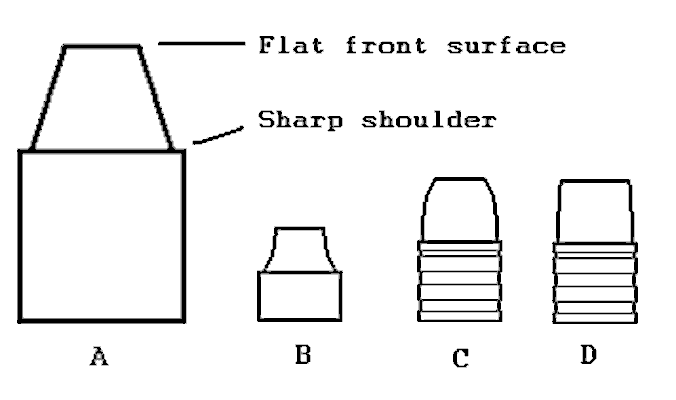
Рис. 1. Схематичне зображення куль з пласким носиком. (Написи — Пласка передня поверхня, гостре плече)

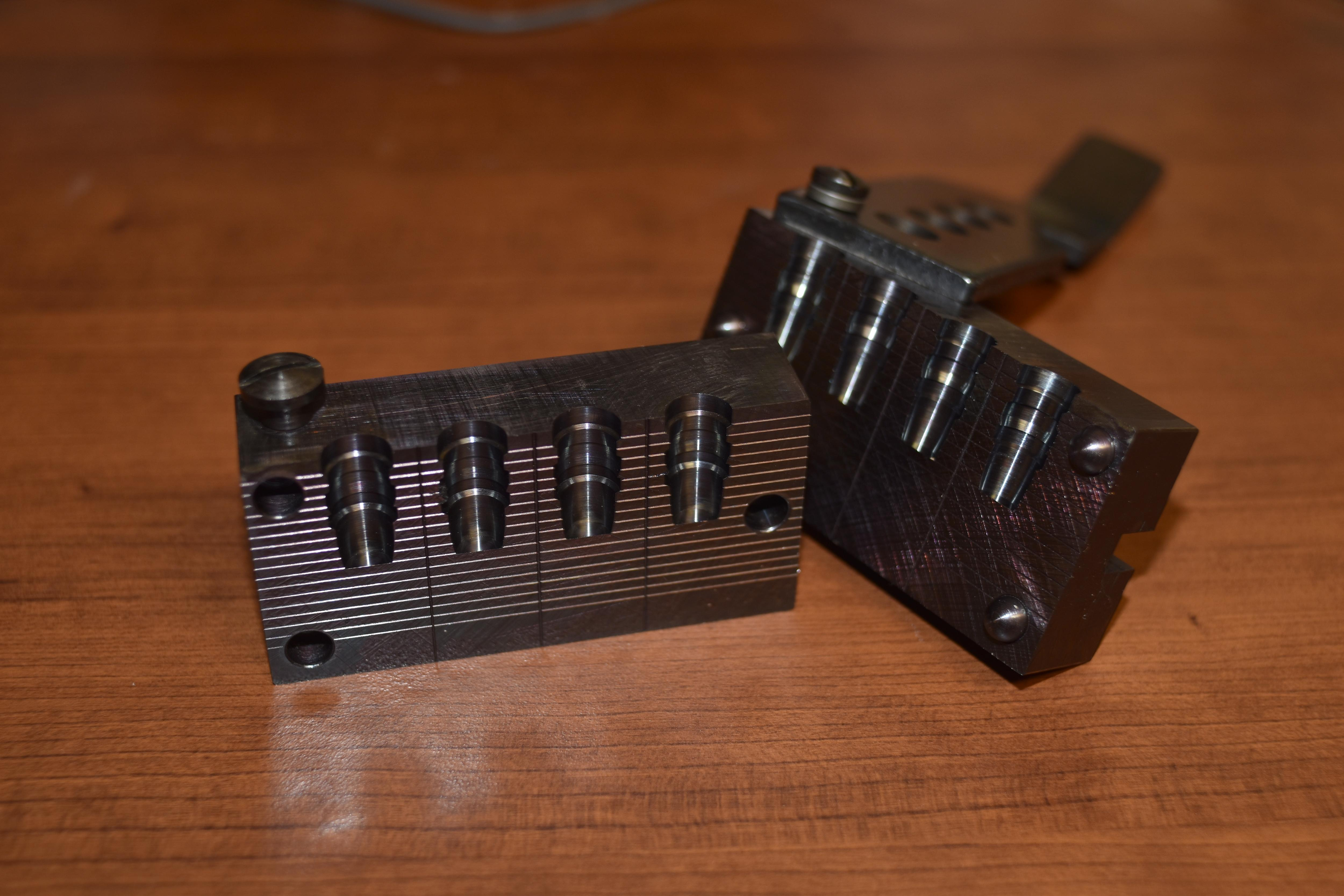
Ливарна форма на 4 кулі типу Кейт, Lyman 358429

Конструкція кулі з пласким носиком має приблизно конусоподібну форму з усіченим пласким носиком (він має назву фр. meplat) на циліндрі (позиція A на рисунку 1). Основа конуса має менший діаметр ніж весь циліндр, таким чином утворюється гостре плече. Плосконоса куля робить чисті отвори у мішені, на відміну від круглоносої кулі яка розтягує/розриває папір, гостре плече акуратно розширює отвір, що допомагає легко підрахувати кількість очок. Конструкція SWC забезпечує кращу зовнішню балістику ніж куля з пласкою головною частиною, оскільки конічний нос кулі створює менший опір ніж плаский циліндр. Типова модифікація полягає в зміні конічного перетину, щоб зробити боки увігнутими, для зменшення маси кулі, або опуклими, для її збільшення. На рисунку 1 в позиції B можна побачити кулю SWC з увігнутими боками, наприклад, кулі .45 ACP які використовують для кульової стрільби. Увігнуті боки зменшують вагу кулі, що впливає на відбій, при цьому загальна довжина кулі є достатньою для використання набоїв у магазинах самозарядних пістолетів, наприклад, M1911, які зазвичай використовують у змаганнях з кульової стрільби.

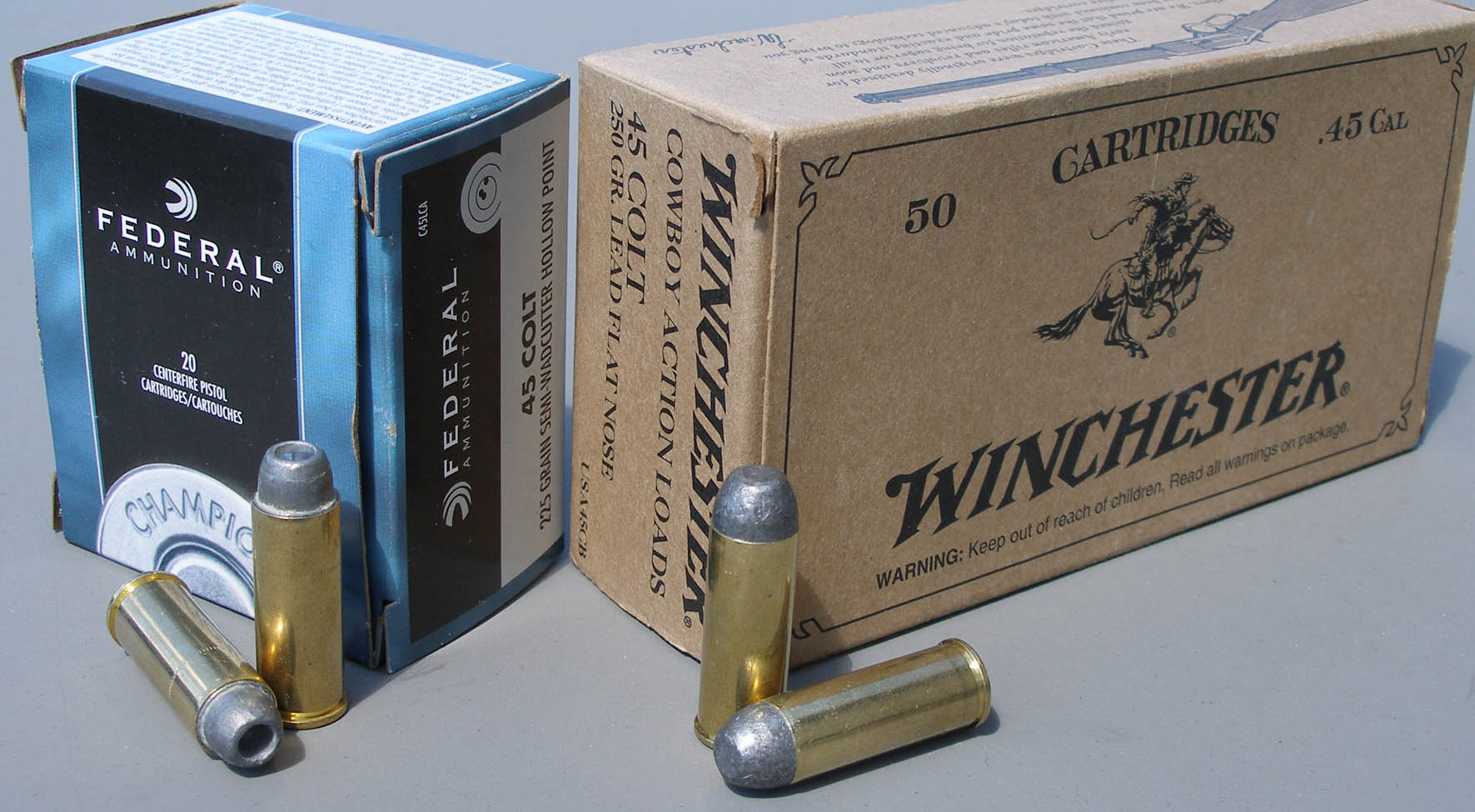
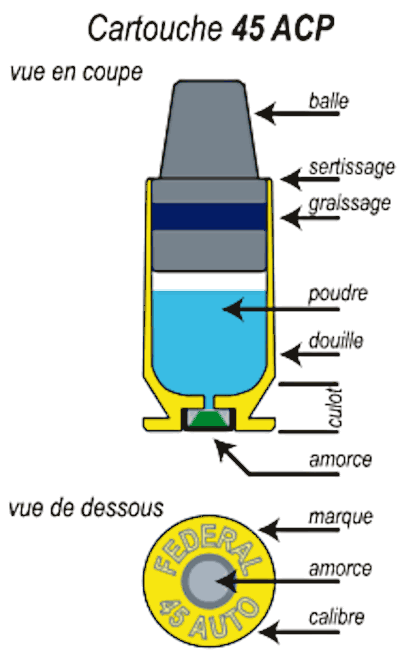

Деякі відомі конструкції куль SWC були розроблені Елмером Кейтом для використання у ручній зброї призначеній для полювання. Такі конструкції (позиція C на рисунку 1) мали ширшу носову частину та опуклі боки на "конусі" спереду. Це робило кулю важчою без змін об'єму гільзи. Оскільки Кейт був основним мотиватором розробки першого набою магнум, .357 Magnum, він був зацікавлений отримати найбільший об'єм гільзи для повільних порохів, щоб вони були здатні штовхати важку кулю з великою швидкістю. Вибір кулі для набою .357 Magnum змінювався під час його розробки. Під час розробки компанією Smith & Wesson, оригінальна куля Кейта була дещо змінена на форму кулі Шарпа, яка сама базувалася на кулі Кейта, але які мали 5/6 опорної поверхні від кулі Кейта, кулі Кейта, як правило, мали великий розмір, а тому їх зменшували. Вінчестер під час своїх експериментів дещо модифікував форму кулі Шарпа, при цьому залишивши контур кулі Шарпа. Остаточний вибір кулі для набою .357 Magnum базувався на ранніх варіантах куль Кейта та Шарпа, але дещо відрізнявся від обох куль.
Подальша розробка куль SWC на базі куль Кейта призвели до появи кулі яка за формою була майже схожа з кулями з пласкою головною частиною (позиція D на рисунку 1), але ці кулі призначалися для полювання на велику дичиною. Вони мали майже циліндричні носові частини, які мали таку довжину, яку дозволяв патронник, і трохи менші в діаметрі за діаметр стволу тому їх легко заряджати. Масивна носова частина має велику площу поверхні, що утворює великі ранові канали, що призводить до швидкої втрати крові, крім того важкі кулі мають чудову пробивну властивість. Широкий ніс менш схильний до деформацій, ніж вузький, що дозволяє кулі зберегти форму і продовжувати проникнення, навіть якщо вона стикається з кісткою.

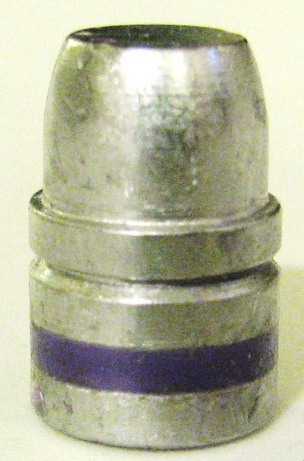
Куля SWC Кейта

Спочатку плаский носик кулі Кейта становив 65% від калібру кулі, але пізніше він збільшився до 70%. Іншими відмінними характеристиками куль SWC Кейта є подвійний радіус, скошена обтискна канавка, три ведучих пояски з рівною шириною, широка канавка для змащення з квадратної форми та пласка основа з гострими кутами. Передній широкий ведучий поясок спрямовує кулю під час руху крізь отвір барабана. Через три широкі ведучі пояски однакової ширини загальна несуча поверхня перевищує половину загальної довжини кулі. Ці широкі несучі поверхні роблять кулі SWC Кейта дуже точними, а також зменшують до мінімуму прорив газів. Широка квадратна нижня канавка для змащення утримує досить мастила.